# Hermannshof (Wittenberge)
Hermannshof ist ein Wohnplatz der Stadt Wittenberge im Landkreis Prignitz in Brandenburg.

## Geografie
Der Ort liegt vier Kilometer nordwestlich von Wittenberge. Die Nachbarorte sind Lindenberg im Nordosten, Wittenberge und Märsche im Südosten, Braves Land im Süden, Wahrenberg im Südwesten, Müggendorf im Westen sowie Wentdorf und Motrich im Nordwesten.